# میگل استبان
میگل استبان (به اسپانیایی: Miguel Esteban) یک شهرستان در اسپانیا است که در استان تولدو واقع شده‌است.

## خصوصیات
میگل استبان ۹۳ کیلومترمربع مساحت و ۵٬۴۳۵ نفر جمعیت دارد و ۶۱۰ متر بالاتر از سطح دریا واقع شده‌است.